# Laurence Jarousse
 (octobre 2015).
Si vous disposez d'ouvrages ou d'articles de référence ou si vous connaissez des sites web de qualité traitant du thème abordé ici, merci de compléter l'article en donnant les références utiles à sa vérifiabilité et en les liant à la section « Notes et références ».
Laurence Jarrousse, née le 13 février 1964 à Paris, est une photographe française.

## Biographie
Elle a été une des coco-girls lors des émission de Stéphane Collaro,  Cocoricocoboy en 1985.
Elle a aussi posé comme playmate dans le magazine Playboy (édition française) en novembre 1987.